# Зуївський (зупинний пункт)
Зуївський — пасажирський залізничний зупинний пункт Донецької дирекції Донецької залізниці.
Розташована за кількасот метрів від смт Зуївка, Харцизька міська рада, Донецької області на лінії Торез — Іловайськ між станціями Сороче (3 км) та Орлова Слобода (4 км).
Через військову агресію Росії на сході України транспортне сполучення припинене.